# Hans Franke (Autor)
Hans Franke (* 6. September 1893 in München; † 16. Oktober 1964 in Wüstenrot) war ein deutscher Publizist und Autor, der neben eigenen Bühnenwerken und Theaterkritiken insbesondere durch sein Werk zur Geschichte der Heilbronner jüdischen Gemeinde hervorgetreten ist und 1958 mit dem Bundesverdienstkreuz 1. Klasse ausgezeichnet wurde.

## Leben
Franke wurde in München als Sohn des Buch- und Kunsthändlers Hans Franke und dessen Frau Juliane geboren. Er besuchte die Oberrealschule in Leipzig und war dort, unterbrochen von Kriegsteilnahme am Ersten Weltkrieg, zwischen 1913 und 1917 auch Gasthörer an der Universität, außerdem arbeitete er als Journalist in Berlin, Leipzig und Zwickau. Bei den Zwickauer Neuesten Nachrichten trat er erstmals als Theaterkritiker in Erscheinung. 1918 erschien sein erster Gedichtband Meine Welt.
1919 ließ Franke sich in Heilbronn nieder, wo er als Lektor und Redakteur im Otto Weber Verlag arbeitete, Theaterkritiken für die Heilbronner Zeitung schrieb und Mitbegründer des Heilbronner Künstlerbunds war. 1920 wechselte er als Redakteur zu der Neckar-Zeitung, deren Verleger Viktor Kraemer auf seine Theaterkritiken aufmerksam geworden war. Bei der Neckar-Zeitung leitete Franke das Feuilleton bis 1934. Er ergänzte die Zeitung um die literaturkritische Wochenbeilage Neckar-Rundschau, für die er Autoren wie Walter Hasenclever, Hermann Hesse und Carl Zuckmayer gewinnen konnte und die über einen Zeitraum von 14 Jahren erschien.
Sein 1919 erschienenes Drama Opfer wurde 1920 am Stadttheater Heilbronn uraufgeführt, wobei es im April 1920 zu einem Skandal um Hauptdarsteller Albert Johannes in der Rolle des Revolutionärs Sebald kam, der auf der Bühne persönliche Differenzen mit der Schauspielerin Lotte Preuß austrug. 1925 folgte in Heilbronn die Uraufführung von Frankes Drama Untergang.
Bei der Gleichschaltung der Heilbronner Presse durch die Nationalsozialisten wurde Franke am 19. November 1933 in seiner Wohnung von Nazis misshandelt und am 2. Februar 1934 letztlich bei der Neckar-Zeitung entlassen. Nach mehreren Jahren der Selbstständigkeit, während derer er weitere eigene Werke veröffentlichte, war Franke ab 1938 wieder Verlagslektor beim Heilbronner Eugen-Salzer-Verlag und 1941/42 auch beim Heyne Verlag in Dresden, wo er Werke von Charles Sealsfield, Friedrich Gerstäcker, Max Eyth und anderen herausgab.
1944 wurde Franke zur Wehrmacht eingezogen und geriet im Frühjahr 1945 in amerikanische Kriegsgefangenschaft, aus der er im Juni 1945 im Lager Böckingen entlassen wurde. In der Nachkriegszeit lebte Franke dann zeitweilig in Güglingen, bevor er 1950 wieder nach Heilbronn zog, wo er bereits 1945 neben anderen Tätigkeiten wieder Lektor des Salzer-Verlags war. 1949 ging er als Redakteur zum Heilbronner Neckar-Echo und war Mitbegründer des Kulturrings Heilbronn. 1950 zählte er zu den Mitbegründern des Kleinen Theaters Heilbronn. Von 1946 bis 1953 erschienen außerdem vier Bände mit Gedichten und Novellen.
Franke arbeitete als Redakteur beim Neckar-Echo bis zu seinem Ruhestand 1958. Anlässlich seines 65. Geburtstages veranstaltete das Theater Heilbronn einen Franke-Rezitationsabend, außerdem wurde er mit dem Bundesverdienstkreuz 1. Klasse zum Verdienstorden der Bundesrepublik ausgezeichnet, das ihm am 21. Oktober 1958 vom Heilbronner Bürgermeister Paul Meyle überreicht wurde.
Von 1960 bis 1962 widmete sich Franke der Geschichte und Schicksal der Juden in Heilbronn – Vom Mittelalter bis zur Zeit der nationalsozialistischen Verfolgungen 1050–1945, die 1963 schließlich vom Stadtarchiv Heilbronn veröffentlicht wurde und nach Einschätzung der Archivdirektion Stuttgart die bundesweit erste umfassende Dokumentationsarbeit der Geschichte der jüdischen Einwohner einer Stadt vom Anbeginn bis in die Gegenwart war. Im Anschluss an die Veröffentlichung war eine gemeinsame Reise mit dem Heilbronner Oberbürgermeister nach Israel geplant, die jedoch nicht mehr verwirklicht werden konnte, da Franke am 16. Oktober 1964 überraschend in seiner 1962 bezogenen Mietwohnung im Hasenhof bei Wüstenrot an den Folgen eines Herzinfarkts verstarb.
Franke war in erster Ehe ab 1920 verheiratet mit Maria Hohbach (* 26. März 1897; † 4. Dezember 1944), mit der er zwei Kinder hatte: Renate Franke (* 1921) und Peter Franke (* 1924; † 28. Januar 1945). 1950 heiratete er die Schauspielerin Dely Brahm (Marie-Adele Muhs).

## Werke (Auswahl)
- Meine Welt (Gedichte), Stuttgart und Heilbronn 1918
- Opfer (Drama), Stuttgart und Heilbronn 1919
- Untergang (Drama), Stuttgart und Heilbronn 1924
- Erde, ich liebe Dich! (Gedichte), Berlin 1930
- Der Porzellanmaler Fritz von Stockmayer (Biografischer Abriss), Selb 1940
- Gestalte Dich, Stille! (Gedichte), 1946
- Späte Begegnung (Novellen), Heilbronn 1961
- Geschichte und Schicksal der Juden in Heilbronn – Vom Mittelalter bis zur Zeit der nationalsozialistischen Verfolgungen (1050–1945), Heilbronn 1963 (auch als PDF, 14 MB)